# 전창기
전창기(1918년 4월 ~ 2012년 4월 12일)는 대한민국의 비전향 장기수이다.

## 생애
충청남도 천안군 출신이다. 어린 나이부터 노동자로 일했으며 일제강점기 동안 황해도의 제철소에서 근무하였다.
부모와 동생 등 가족들은 고향인 대한민국 영역에 있었지만, 태평양 전쟁이 종전될 때 평양에 있던 전창기는 조선민주주의인민공화국을 지지하여 평안북도 삭주군에 정착하였다. 조선로동당에 입당하여 근무하였고 가족으로는 아내와 4남매가 있었다.
1955년에 공작원으로 남파되었다가 약 다섯 달 동안 활동한 뒤 체포되었다. 전향하지 않아 비전향 장기수가 되었고 약 23년 동안 수감 생활을 하였다. 처음 받은 형량은 징역 10년형이었으나, 1977년에 사회안전법으로 재수감되어 사회안전법이 폐지된 뒤에야 출소할 수 있었기 때문이다.
출소 전에 부모가 죽어서 딱히 거처가 없었으며 우울증을 앓아 자살을 시도하기도 했다. 다행히 전라북도 전주시에 거주하는 시민의 호의로 전주에서 생활할 수 있었고 1997년부터 군산의 교회로 옮겨 생활하였다.
2000년 6·15 남북 공동선언에 의해 조선민주주의인민공화국으로 송환되었다. 송환 후 평양에 정착하고 다른 장기수들과 함께 조국통일상을 받았다. 2003년에는 일기가 조선중앙통신을 통해 공개 된 바 있으며, 2008년에는 《로동신문》에 〈전설로 빛나는 위인〉이라는 수기를 실어 김정일에 대한 지지를 표명했다.

## 참고자료
- 최경준 (2000년 8월 26일). “북누리 곳곳마다 남누리 심으소서-북 송환 장기수 2 - "사실상 나도 이산가족이 되는 셈입니다"”. 오마이뉴스. 2008년 9월 4일에 확인함.